# Sonar Entertainment
Halcyon Studios, LLC., cunoscută anterior ca Sonar Entertainment, RHI Entertainment, Hallmark Entertainment, Qintex Entertainment, HRI Group și Robert Halmi Inc., a fost o companie americană de divertisment specializată în producția și distribuția de programe de televiziune scenariate, parte a Chicken Soup for the Soul Entertainment. A fost fondată de  Robert Halmi Jr. și Robert Halmi Sr. (1924-2014) ca Robert Halmi Inc. în 1979. Compania a folosit modelul direct-pe-serial pentru seriale TV.

## Producții
Ca Qintex Entertainment, a produs seriale precum Lonesome Dove pentru CBS.
Ca Sonar Entertainment, a produs seriale precum Mr. Mercedes pentru Audience, The Son pentru AMC, sezonul 2 din The Shannara Chronicles pentru Spike TV și sezonul 1 din Submarinul pentru Sky.